# Zwischenwasser
Zwischenwasser là một đô thị thuộc huyện Feldkirch thuộc bang Vorarlberg, Áo. Đô thị Zwischenwasser có diện tích 22,63 km², dân số thời điểm năm 2006 là 525 người.
Zwischenwasser có ba khu vực dân cư: Muntlix lớn nhất của Zwischenwasser, Batschuns và Dafins